# Цахуридис, Матфеос
Матфе́ос Ста́врос Цахури́дис (греч. Ματθαίος Σταύρος Τσαχουρίδης, также Ма́кос (греч. Μάκος) или Маку́лис (греч. Μακούλης); род. 18 сентября 1978, Верия, Центральная Македония, Греция) — современный греческий музыкант и композитор, играющий на различных этнических струнных музыкальных инструментах, таких как кемендже (понтийская лира), скрипка, лауто (греческая лютня), турецкий уд, афганский и узбекский гиджак, греческий бузуки, гитара, персидская и узбекская кеманча, афганский рубаб и др. Известен благодаря исполнению в широком спектре музыкальных стилей, творческим новинкам и совместным выступлениям с этническими музыкантами со всего мира. В настоящее время, как в Греции, так и в Турции считается лучшим исполнителем музыкальных произведений на кемендже.

## Ранние годы
Родился 18 сентября 1978 года в городе Верия (Центральная Македония, Греция). В возрасте 9 лет начал играть на понтийской лире, с которой его познакомил дедушка Матфеос. Последний был родом из Санты (Понт), и в 1922 году, в возрасте 4-х лет прибыл в Грецию, оставшись без отца, убитого в ходе Малоазийской катастрофы, завершающим этапом которой стал греко-турецкий обмен населением.

## Образование
В мае 1996 года выиграл свою первую награду на Всегреческом конкурсе традиционной музыки, организованном Министерством образования и религий Греции и проходившем в Афинском концерт-холле (Мегаро Мусикис).
В 1997 году митрополит Верийский, Наусский и Кампанийский Пантелеимон вручил Цахуридису стипендию для продолжения его музыкального образования в Лондоне.
В 2001 году окончил Голдсмитский колледж при Лондонском университете, получив степень бакалавра музыкального образования и степень магистра в области этномузыкологии.
В 2003 году стал обладателем стипендии от «Благотворительного траста Майкла Маркса» за свои докторантские исследования в области исполнительской практики.
В 2007 году получил степень доктора философии, защитив диссертацию на тему «Понтийская лира в современной Греции», что стало первым случаем присуждения докторской степени в Великобритании за исследования в области исполнения на инструментах незападных музыкальных культур.

## Выступления
Матфеос Цахуридис выступал с понтийской лирой на многочисленных международных музыкальных событиях, концертах и фестивалях, в том числе: на фестивале мировой музыки WOMAD в Рединге (Англия) (2001, 2005), на международной выставке в поддержку этнической музыки WOMEX в Роттердаме (Нидерланды) (2001), на Рок-фестивале в Роскилле (Дания) (2002), в оперном театре Массимо в Палермо (Италия) (2002), в королевском Альберт-холле в Лондоне (Англия) (2002), а также в концертном зале Пёрселл-Рум в лондонском Саут-Банк-Центре (Англия).
Играл на понтийской лире на британской радиостанции BBC Radio 3, а также на многих других программах службы BBC Radio (Англия).
Был одним из исполнителей главной музыкальной темы BBC для Летних Олимпийских игр 2004 в Афинах совместно с всемирно известным поп-оперным квартетом Amici Forever (Англия) и Пражским симфоническим оркестром (Чехия).
В 2004 году сотрудничал с курдским музыкантом-кеманчистом из Ирана Ардеширом Камкаром, выступив в Тегеране. Их совместный, хорошо принятый альбом под названием «Из Понта в Персию» (греч. «Άπο τον Πόντο στην Περσία») согласно некоторым источникам «является уникальным CD, который сочетает в себе музыку Понта и Персии. Матфеос Цахуридис играет на понтийской лире под аккомпанемент Ардешира Камкара на иранской кеманче и Хусейна Захави на дафе. Включает в себя песни „Pontic Lyra Improvisation“, „Union“, „Horizons“, „The Meeting“, „Solo Daf“ и „Iranian Kamancheh Improvisation“».
В 2005 году выступал на сцене Одеона Герода Аттика на Акрополе в Афинах (Греция) в сопровождении Оркестра современной музыки компании ERT (греч. Ορχήστρα Σύγχρονης Μουσικής της ΕΡΤ) на церемонии открытия Афинского фестиваля, а также в июне 2005 года участвовал в исполнении оратории Мимиса Плессаса «Косма Этолийский» в Верии (Греция).
В августе 2006 года Матфеос Цахуридис был одним из художественных руководителей церемонии открытия XXI Международного конгресса византийских исследований в Лондоне, председателем которого выступала леди Марина Маркс, а его покровителем — принц Чарльз.
В марте 2007 года выступал в лондонском Порчестер-холле (Бэйсуотер) с Кэтом Стивенсом (Юсуф Ислам).
В 2010 году принимал участие в турецком Фестивале Кадырга, проходившем в Понтийских горах в провинции Трапезунд (Турция). С тех пор сотрудничает со многими местными понтийскими музыкантами из Турции.